# 孔仅
孔仅（?—?），南阳人，本是西汉冶铁商人。汉武帝在位时，元狩五年（前118年），和东郭咸阳同时担任大农丞。管理盐铁之事。主管盐铁专卖以打击富商大贾。元鼎二年（前115年），为大农令。后来，孔仅担任为大司空。元鼎六年（前111年）孔仅、东郭咸阳被罢官。 